# Ctenus meghalayaensis
Ctenus meghalayaensis là một loài nhện trong họ Ctenidae.
Loài này thuộc chi Ctenus. Ctenus meghalayaensis được Benoy Krishna Tikader miêu tả năm 1976.